# 柬埔寨子楝树
柬埔寨子楝树（学名：Decaspermum cambodianum），为桃金娘科子楝树属下的一个植物种。